# Paramastax exigai
Paramastax exigai är en insektsart som beskrevs av Marius Descamps 1971. Paramastax exigai ingår i släktet Paramastax och familjen Eumastacidae. Inga underarter finns listade i Catalogue of Life.